# Guy Stroumsa

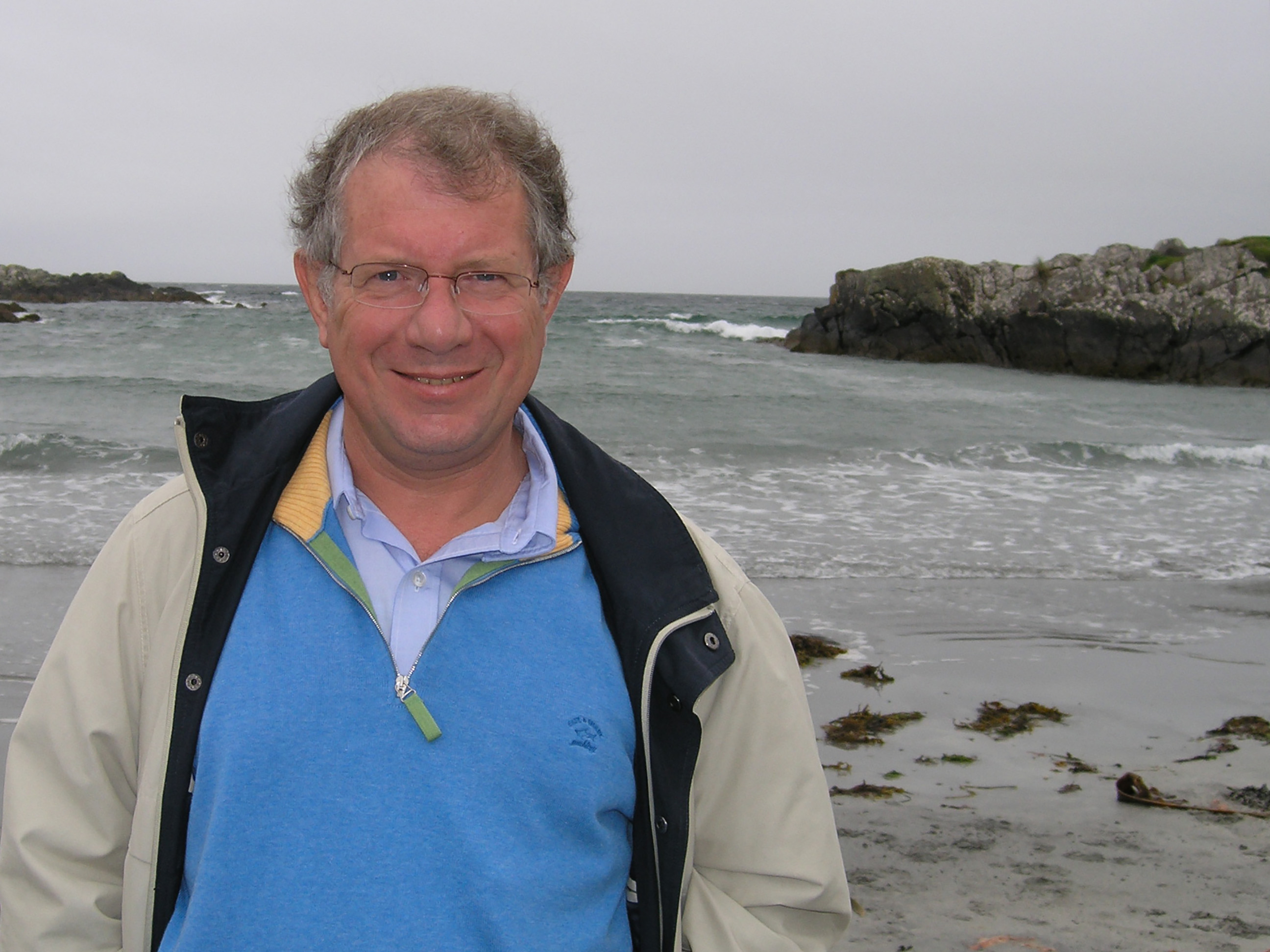
Guy Stroumsa 2005

Guy Gedalyah Stroumsa (* 27. Juli 1948 in Paris) ist ein israelischer Religionswissenschaftler und emeritierter Professor.

## Leben und Wirken
Guy Stroumsa ist der Sohn von Laura und Jacques Stroumsa. Er studierte von 1965 bis 1966 an der Fakultät für Rechts- und Wirtschaftswissenschaften in Paris und anschließend bis 1969 Philosophie an der Hebräischen Universität in Jerusalem mit Bachelor-Abschluss. Nach dem dreijährigen Militärdienst in Israel studierte er von 1972 bis 1978 an der Harvard-Universität Vergleichende Religionswissenschaften, zudem von 1976 bis 1977 an der École pratique des hautes études. In Harvard schloss er als M. A. und als Ph.D. ab.
Stroumsa begann seine akademische Laufbahn an der Hebräischen Universität Jerusalem im Jahr 1978 als Lecturer und wirkte dort ab 1989 als Associate Professor und 1994 als Professor. Von 1991 bis 2009 war er Martin-Buber-Professor für Vergleichende Religionswissenschaft. Außerdem war er Gründungsdirektor des Center for the Study of Christianity der Hebräischen Universität Jerusalem.
Von 2009 bis zu seiner Emeritierung im Jahr 2013 übernahm er die Professur für Abrahamitische Religionen an der Universität Oxford.
Zudem lehrte er als Gastprofessor bzw. Gastdozent an zahlreichen Universitäten, unter anderem an der Universität Zürich, Universität Montreal, Universität Cambridge, Humboldt-Universität Berlin, Universität Complutense Madrid, Universität Chicago und am Collège de France.
Schwerpunkt seiner wissenschaftlichen Arbeit ist die Erforschung historischer Zusammenhänge zwischen den Religionen und deren Auswirkungen auf die Entwicklungen der jeweiligen Religionen. Er ist Autor und Herausgeber zahlreicher Bücher, Fachbeiträge und Artikel.
Stroumsa ist verheiratet mit der Professorin für Arabische Studien und ehemaligen Rektorin der Hebräischen Universität Sarah Stroumsa und hat zwei Kinder.

## Auszeichnungen (Auswahl)
- 2004: Ehrendoktor der Universität Zürich[2]
- 2008: Humboldt-Forschungspreis[2]
- 2018: Dr.-Leopold-Lucas-Preis (gemeinsam mit Sarah Stroumsa)[3]
- 2008: Mitglied der Israelischen Akademie der Wissenschaften[2]
- 2011: Chevalier de l’Ordre national du Mérite[2]
- 2011: Médaille d’Or de la Ville de Toulouse[2]
- 2004 und 2009: Medaille des Collège de France[2]
- 2021: Rothschild-Preis
- 2024: Mitglied der Academia Europaea
- 2024: Internationales Mitglied der British Academy

## Publikationen (Auswahl)

### Als Autor
- Hidden Wisdom. Esoteric Traditions and the Roots of Christian Mysticism. Brill, Leiden/New York 1996, ISBN 90-04-10504-2.
- Kanon und Kultur. Zwei Studien zur Hermeneutik des antiken Christentums. De Gruyter, Berlin 1999, ISBN 978-3-11-016435-0.
- Barbarian Philosophy. The Religious Revolution of Early Christianity. Mohr Siebeck, Tübingen 1999, ISBN 978-3-16-147105-6.
- Das Ende des Opferkults. Die religiösen Mutationen der Spätantike. Verlag der Weltreligionen, Berlin 2011, ISBN 978-3-458-71036-3.
- mit Sarah Stroumsa: Eine dreifältige Schnur. Über Judentum, Christentum und Islam in Geschichte und Wissenschaft. Mohr Siebeck, Tübingen 2020, ISBN 978-3-16-159469-4.
- A New Science. The Discovery of Religion in the Age of Reason. Harvard University Press, Cambridge [MA]/London 2010, ISBN 978-0674048607 (online).
- The Making of the Abrahamic Religions in Late Antiquity. Oxford University Press, Oxford 2015, ISBN 9780198738862 (online).
- The Scriptural Universe of Ancient Christianity. Harvard University Press, Cambridge [MA]/London 2016, ISBN 9780674545137.

### Als Herausgeber
- mit Hans G. Kippenberg: Secrecy and Concealment. Studies in the History of Mediterranean and Near Eastern Religions. Brill, Leiden/New York 1995, ISBN 978-9004102354.
- mit Graham N. Stanton: Tolerance and Intolerance in Early Judaism and Christianity. Cambridge University Press, Cambridge 1998, ISBN 978-0511659645
- mit Jan Assmann: Transformations of the Inner Self in Ancient Religions. Brill, Leiden/Boston 1999, ISBN 978-9004113565.
- mit David Dean Shulman: Dream Cultures. Explorations in the Comparative History of Dreaming. Oxford University Press, Oxford 1999, ISBN  978-0195123364.
- mit David Dean Shulman: Self and Self-transformation in the History of Religions. Oxford University Press, Oxford 2001, ISBN 978-0195144505.
- mit Ora Limor: Christians and Christianity in the Holy Land. From the origins to the Latin Kingdoms. Brepols, Turnhout 2006, ISBN  978-2-503-51808-4.
- Morton Smith and Gershom Scholem, Correspondence 1945-1982 (= Jerusalem Studies in Religion and Culture. Band 9). Brill, Leiden/Boston 2008, ISBN 978-9004168398.
- mit Markus Bockmuehl: Paradise in Antiquity. Jewish and Christian Views. Cambridge University Press, Cambridge 2010, ISBN 978-0521-11786-9.
- mit Adam J. Silverstein: The Oxford Handbook of the Abrahamic Religions. Oxford University Press, Oxford 2015, ISBN 9780199697762.